# Hafen Hildesheim
Der Hafen Hildesheim ist ein Binnenhafen im Norden der Stadt Hildesheim, Niedersachsen. Er ist über den Stichkanal Hildesheim mit dem Mittellandkanal verbunden.

## Geschichte
Im Zuge der Fertigstellung des Mittellandkanals wurden auch die Zweigkanäle nach Osnabrück, Salzgitter und Hildesheim angelegt. Damit einher ging auch die Einrichtung eines Hafens in Hildesheim. Dieser entstand ab den 1920er Jahren auf dem Areal des früheren Gutes Steuerwald.

## Infrastruktur
Der Hildesheimer Hafen umfasst eine Fläche von etwa 90 ha. Am westlichen und östlichen Ufer des Stichkanals befinden sich Kaianlagen von jeweils 750 m Länge. Das Hafenbecken selbst ist 61 m breit. Es stehen sieben Vollportalkräne mit einer maximalen Ausladung von 25 m und einer Hubfähigkeit von bis zu 12,5 t zur Verfügung. Ferner sind zwei Löschköpfe für den Umschlag von Flüssiggütern vorhanden. Für Schwergut werden auch Mobilkräne verwendet.

### Umschlag
Im Hildesheimer Hafen werden vorwiegend Massengüter für die im Hafengebiet ansässigen Unternehmen umgeschlagen. Dies sind zumeist Steine und Erden, Mineralölprodukte und landwirtschaftliche Erzeugnisse. Weiterhin werden auch Nahrungs- und Futtermittel, Erze, sowie feste Brennstoffe und Düngemittel in nennenswertem Umfang umgeschlagen. Eine eindeutig dominierende Warengruppe gibt es nicht.

### Verkehr
Die Hafengesellschaft betreibt ein nicht elektrifiziertes Anschlussgleis an den Güterbahnhof Hildesheim. Die Gesamtlänge der Gleise des Hildesheimer Hafens beträgt 11 Kilometer. Zum Transport verfügt die Hafengesellschaft über zwei Diesellokomotiven. Die Gleisanlagen erlauben Züge von maximal 340 m Länge, daher werden Ganzzüge im Güterbahnhof Hildesheim geteilt bzw. zusammengestellt. Die Rangier- und Zugbildungsgleise ermöglichen eine Radsatzlast von 22,5 t und eine Meterlast von 8,00 t/m. Zusätzlich verfügt die Hafenbetriebsgesellschaft über eine Gleiswaage mit 10 m Brückenlänge. Der Hafen ist an die B6 angebunden, die A7 befindet sich etwa 4 km entfernt. Mit dem geplanten Hafenausbau ist auch ein Autobahnanschluss in unmittelbarer Nähe beabsichtigt.

## Denkmalschutz
Auf dem Gelände des Hafens befinden sich mit dem Sitz der Hafenverwaltung und einem aus Ziegel errichteten Umspannwerk zwei denkmalgeschützte Gebäude. Darüber hinaus war bis 2018 eine Dampflokomotive auf dem Areal ausgestellt.

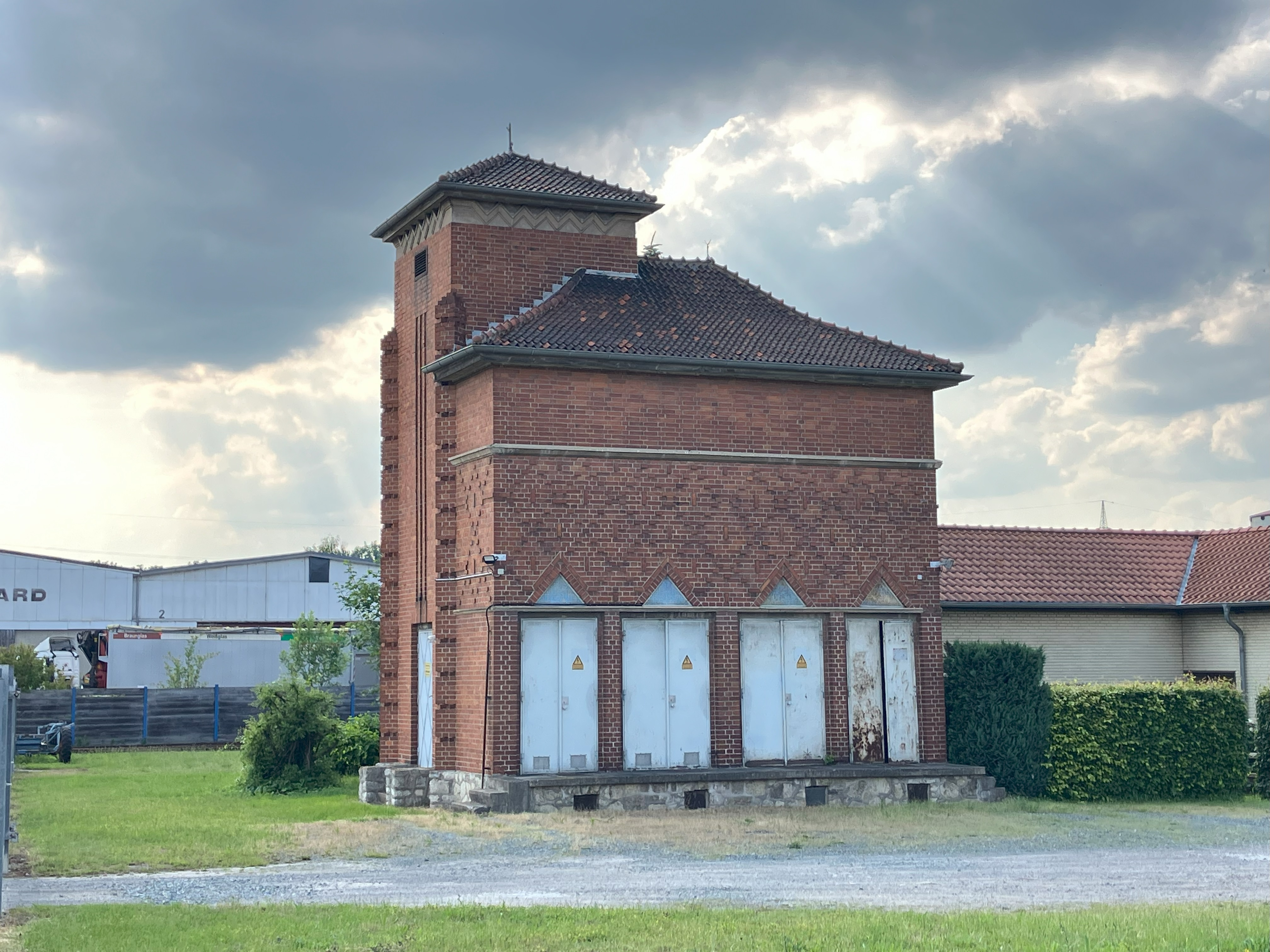
Umspannwerk, Hafenkopfstraße 8
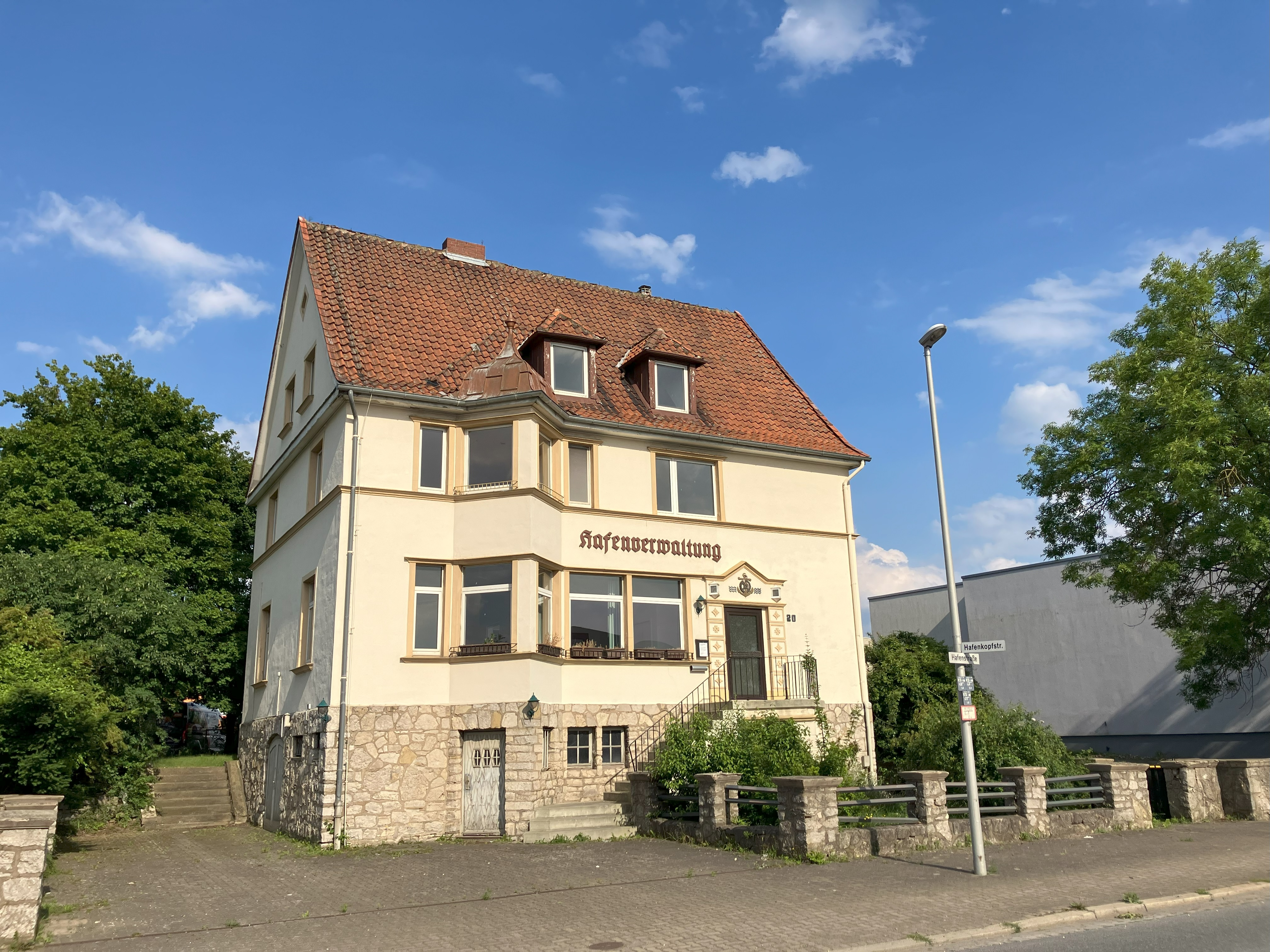
Gebäude der Hafenverwaltung, Hafenstraße 20
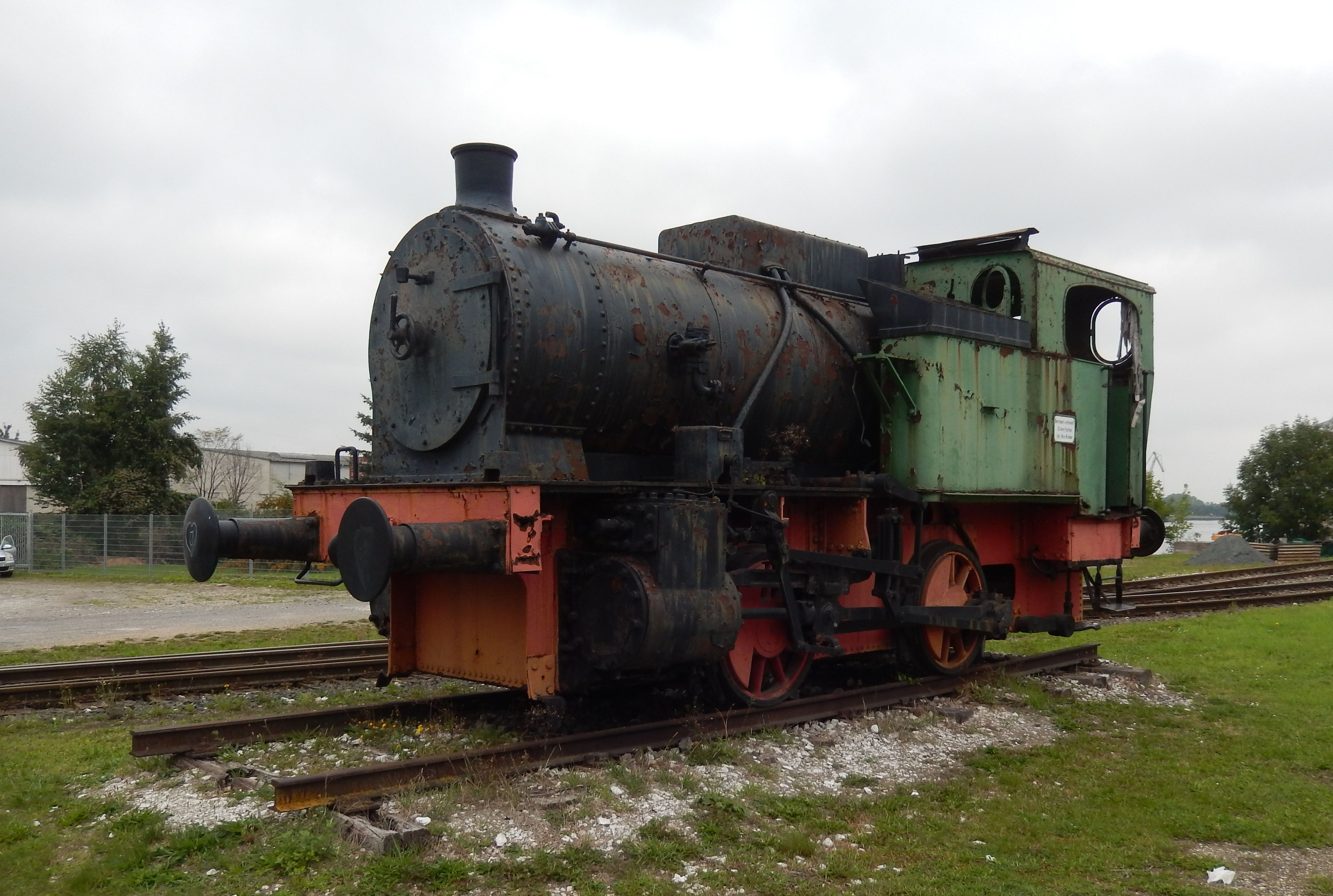
Denkmal-Dampflok neben dem Umspannwerk
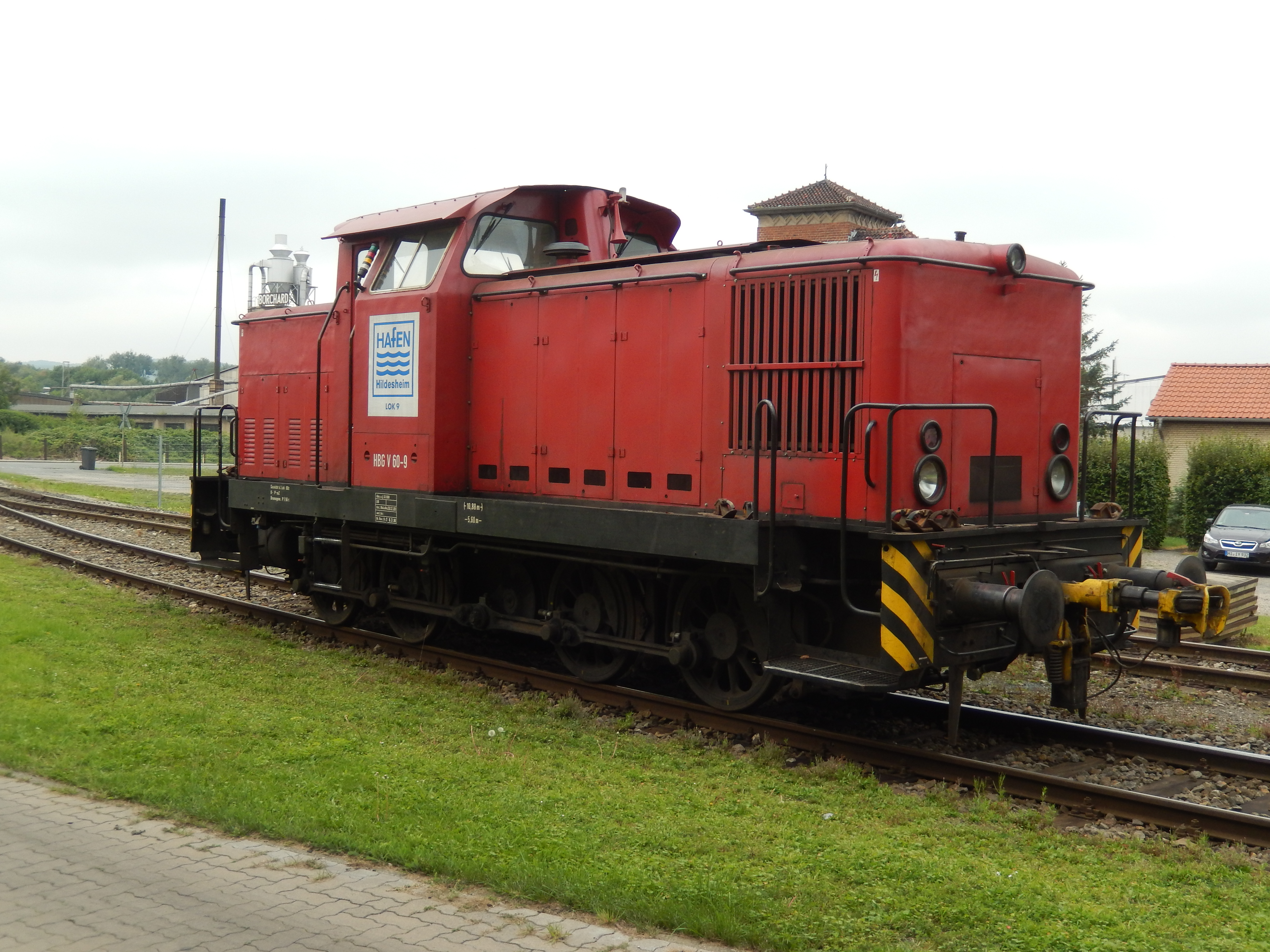
Rangierlokomotive der DR-Baureihe V 60